# De Kempermolen
De Kempermolen is een korenmolen in Breedenbroek in de Nederlandse provincie Gelderland.
De molen is in 1882 gebouwd en is in 1975 en 2002/2003 gerestaureerd. De molen is altijd in het bezit geweest van de familie Kemper, hetgeen de naam van de molen verklaart. Johan Kemper heeft in 1992 de "Stichting Kempermolen" opgericht om de toekomst van de molen te waarborgen. Sinds 2000 is de "Stichting Kempermolen" eigenaar van de molen. Het is nog steeds in de familie Kemper omdat alleen familieleden deel uitmaken van het stichtingsbestuur. Hans Wikkerink, schoonzoon van Johan Kemper, is de huidige molenaar.
De roeden van de molen zijn 23 meter lang en zijn voorzien van het Van Busselsysteem, op de binnenroede in combinatie met het systeem Ten Have, op de buitenroede in combinatie met zeilen. De molen is ingericht met een koppel maalstenen en wordt regelmatig door vrijwillige molenaars in bedrijf gesteld.
De molen heeft de status rijksmonument, de bijbehorende voormalige maalderij is gemeentelijk monument.

## Trivia
Eind vorige eeuw werd hier de Achterhoeks theebeschuit geproduceerd.